# Inna Mykolaivna Derusova
Inna Mykolaivna Derusova (tiếng Ukraina: Інна Миколаївна Дерусова, tiếng Nga: Инна Николаевна Дерусова; 5 tháng 7 năm 1970 – 26 tháng 2 năm 2022) là một nữ quân y người Ukraina. Bà là người phụ nữ đầu tiên được truy tặng danh hiệu Anh hùng Ukraina.

## Đầu đời
Derusova sinh ngày 5 tháng 7 năm 1970 ở Krivoy Rog. Bà làm công việc y tá tại quê nhà.

## Phục vụ trong quân đội
Năm 2014, khi Chiến tranh Donbas bùng nổ, anh trai của Derusova đã tình nguyện gia nhập Tiểu đoàn Phòng thủ Lãnh thổ số 40 "Kryvbas". Đến năm 2015, Derusova gia nhập Quân đội Ukraina với vai trò quân y chiến trường cho Lữ đoàn bộ binh cơ giới độc lập số 58. Trong quân đội, bà được đặt cho biệt danh là "bông hoa tím" (tiếng Nga: Фиалка) bởi vì giai đoạn đầu cuộc chiến, bà là người phụ nữ duy nhất trong lữ đoàn. Derusova sau đó được phong cấp trung sĩ, đảm nhiệm nhiều vị trí trong lữ đoàn như trưởng bộ phận y tế, trưởng trung tâm y tế kiêm giảng viên y tế. Nhiều thường dân là nhân viên y tế sau vài tuần tham gia khóa đào tạo của bà đã có đủ năng lực để trở thành nhân viên y tế phục vụ trong quân đội.
Năm 2016, con trai bà là Sasha, vốn là một thợ xăm, quyết định gia nhập đơn vị nơi mẹ mình công tác để làm công tác vận hành súng cối. Anh lập gia đình vào cuối năm 2021.
Năm 2018, Derusova nộp đơn vào Đại học Sư phạm Quốc gia Ternopil Volodymyr Hnatiuk để nghiên cứu công tác xã hội. Bà thường xuyên được mời thuyết trình về chiến tranh. Năm 2020, bà tốt nghiệp với luận án "Những đặc điểm của quá trình phục hồi chức năng phức tạp của những người tham gia Chiến dịch chống khủng bố ở Ukraina" (tiếng Nga: Особенности комплексной реабилитации участников АТО/ООС).
Ngày 24 tháng 2 năm 2022, ngày đầu tiên của cuộc tấn công Ukraina do Nga phát động, Derusova đang trở về sau kỳ nghỉ, nhưng quyết định dừng chân tại thành phố Okhtyrka, Đông Bắc Ukraina để hỗ trợ công tác y tế. Theo báo cáo, bà đã cứu sống 10 binh sĩ. Đến ngày 26 tháng 2 cùng năm, bà tử trận do bị trúng pháo kích.

## Vinh danh
Vào ngày 10 tháng 12 năm 2021, Derusova được trao tặng Huân chương Bảo vệ Tổ quốc. Đến ngày 12 tháng 3 năm 2022, bà được truy tặng danh hiệu Anh hùng của Ukraina, danh hiệu cao nhất của nhà nước Ukraina. Bà là người phụ nữ đầu tiên được truy tặng danh hiệu này.
Vào ngày 25 tháng 3 năm 2022, Trường Đại học Sư phạm Ternopil đã vinh danh bà với danh hiệu "Niềm tự hào của trường". Vào tháng 4 năm 2022, một con đường ở thành phố Mukachevo, nơi trước đây được đặt theo tên của nữ anh hùng Xô Viết Zoya Anatolyevna Kosmodemyanskaya đã được đổi tên để vinh danh bà.

## Tin giả

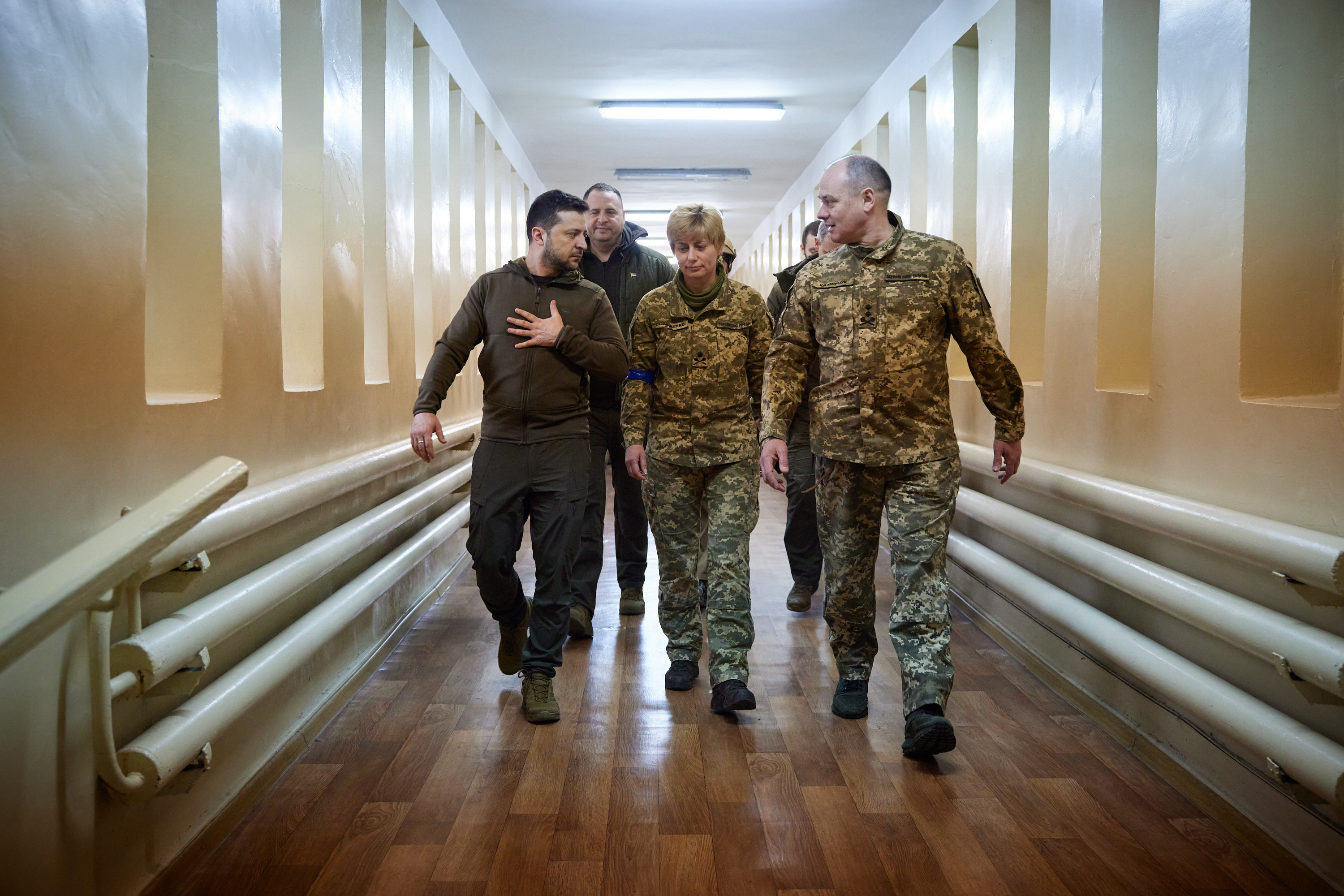
Volodymyr Zelenskyy cùng Tetiana Ostashchenko đến thăm Quân y viện Kyiv vào tháng 3 năm 2022

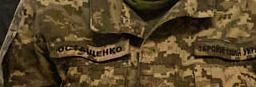
Thẻ tên trên quân phục của người phụ nữ trong bức ảnh, với dòng chữ OSTASCHENKO (ОСТАЩЕНКО)

Vào ngày 13 tháng 3 năm 2022, cơ quan thông tấn báo chí nhà nước Ukraina đã đăng tải các bức ảnh và video về chuyến thăm của Tổng thống Ukraina Volodymyr Oleksandrovych Zelensky tại một quân y viện ở Kyiv. Các nguồn tin thân Nga như RT và chính trị gia Illia Volodymyrovych Kyva tuyên bố rằng trong những hình ảnh được chính phủ Ukraina công bố, có thể thấy Tổng thống Zelenskyy đang đi cùng với Derusova, người được cho là đã qua đời hồi tháng 2. Điều này có nghĩa chuyến thăm này đã được ghi lại trước thời điểm công bố cho báo giới, hoặc bị làm giả. Tuy nhiên, người phụ nữ đi cùng Zelenskyy được xác định là tư lệnh lực lượng quân y của Ukraina, Chuẩn tướng Tetiana Mykolaivna Ostashchenko, thông qua thẻ tên trên quân phục của bà này. Tuyên bố này được coi là một phần của một loạt các tuyên bố giả mạo cho rằng những nhà lãnh đạo Ukraina đã rời bỏ đất nước.